# 1987 في بلجيكا
فيما يلي قوائم الأحداث التي وقعت خلال عام 1987 في بلجيكا.

## رياضة
- 17 مايو – جائزة بلجيكا الكبرى 1987 الفائز ألن بروست.

## برامج ومسلسلات وأنمي
- السنافر

## مواليد

### يناير
- 21 يناير – مولوبو كوديمبانا لاعب كرة قدم كونغولي ديمقراطي.

### فبراير
- 13 فبراير – كريس بويكمانز درّاج طريق بلجيكي.

### مارس
- 14 مارس – قاي دوفور لاعب كرة قدم بلجيكي.
- 29 مارس – ماكسيم أوثوم لاعب كرة مضرب بلجيكي.

### أبريل
- 8 أبريل – عبد الحميد أبا عود
- 24 أبريل – يان فيرتونغن لاعب كرة قدم بلجيكي.
- 26 أبريل – مكسيم دي زيو لاعب كرة سلة بلجيكي.

### مايو
- 6 مايو – دريس ميرتنز لاعب كرة قدم بلجيكي.
- 24 مايو – ديبورا فرانسوا ممثلة بلجيكية.

### يونيو
- 9 يونيو – ديسين نيلز لاعب كرة مضرب بلجيكي.
- 25 يونيو – يانيك ميرتينز لاعب كرة مضرب بلجيكي.
- 26 يونيو – أليزيه بوليسيك

### يوليو
- 16 يوليو – موسى ديمبيلي لاعب كرة قدم بلجيكي.

### أغسطس
- 1 أغسطس – سيباستيان بوكونيولي لاعب كرة قدم بلجيكي.

### أكتوبر
- 5 أكتوبر – كيفن ميرالاس لاعب كرة قدم بلجيكي.
- 12 أكتوبر – مارفين أوغونجيمي لاعب كرة قدم بلجيكي.

### نوفمبر
- 22 نوفمبر – مروان فيلايني لاعب كرة قدم بلجيكي.

### ديسمبر
- 9 ديسمبر – نيلز مارنيغراف لاعب كرة سلة بلجيكي.

## وفيات

### فبراير
- 23 فبراير – روبرت برات (مواليد 1912) لاعب كرة قدم بلجيكي.

### أبريل
- 24 أبريل – أليكسيس تشانتراين (مواليد 1901) لاعب كرة قدم بلجيكي.

### أغسطس
- 10 أغسطس – إيفون نيفيجين (مواليد 1900)

### ديسمبر
- 17 ديسمبر – مارجريت يورسنار (مواليد 1903) كاتبة فرنسية.